# Roselind Czernetzki
Roselind Czernetzki (* 17. Januar 1937 in Radeberg) ist eine deutsche Gebrauchsgrafikerin und Ausstellungsgestalterin.

## Leben und Werk
Roselind Czernetzki absolvierte von 1951 bis 1955 an der Staatlichen Porzellanmanufaktur Meißen eine Lehre als Porzellanmalerin und arbeitete dann dort bis 1957 in ihrem Beruf. Von 1957 bis 1959 nahm sie an einem Vorkurs für Kunsterziehung am Pädagogischen Institut Erfurt teil. 1959/1960 arbeitete sie als Plakatmalerin, und von 1960 bis 1963 studierte sie an der Fachschule für angewandte Kunst Leipzig.
Von 1964 bis 1966 arbeitete Roselind Czernetzki als Gebrauchsgrafikerin bei der DEWAG Leipzig. Danach war sie als Gebrauchsgrafikerin in Leipzig freischaffend tätig, wobei sie sich vor allem als Ausstellungsgestalterin profilierte. Weitere gebrauchsgrafische Arbeiten waren u. a. Programmhefte und Kataloge.
Roselind Czernetzki war bis 1990 Mitglied des Verbands Bildender Künstler der DDR und dann des Berufsverbands Kommunikationsdesign.
Sie war mit Leonhard Czernetzki (1936–2023) verheiratet, der von 1960 bis 2001 1. Konzertmeister der Musikalischen Komödie Leipzig war. Ihr Sohn Stephan ist Bratscher.

## Ehrungen
- 1982: Banner der Arbeit II. Klasse (im Kollektiv für die Neugestaltung der Dauerausstellung Die Geschichte des deutschen Volkes von den Anfängen bis 1945 im Museum für Deutsche Geschichte)
- 1985: Kunstpreis der Stadt Leipzig

## Weitere von Roselind Czernetzki gestaltete Ausstellungen (unvollständig)
- 1977: VIII. Kunstausstellung der DDR in Dresden (mit weiteren Beteiligten; insbes. Grafik und Exponat-Gestaltung)
- 1978: Friedrich-Ludwig-Jahn-Gedenkstätte Freyburg an der Unstrut (Erstgestaltung)
- 1985: Johann Sebastian Bach. Leben – Wirken – Nachwirken (im Bach-Museum Leipzig; Grafik mit Ute Holstein, Erstgestaltung)
- 1996: Der junge Leibniz und Leipzig (in der Sächsische Akademie der Wissenschaften zu Leipzig; Grafik mit Ute Holstein)

## Teilnahme an zentralen und wichtigen regionalen Ausstellungen in der DDR
- 1979 und 1985: Leipzig, Bezirkskunstausstellungen
- 1982/1983 und 1987/1988: Dresden, IX. und X. Kunstausstellung der DDR